# Bernat Roca
Bernat Roca (Cataluña ? - Barcelona, 1388) fue un arquitecto del siglo XIV.
La documentación de todas sus obras son en Barcelona.
Realizador del altar mayor de la iglesia de la Merced en el año 1361 junto con el escultor Pere Moragues, con quien también participó en la realización del sepulcro de Nicolás Rosell, cardenal de Aragón en 1364. Se encuentra documentación de estar a partir del año 1367 ejecutando obras en el Palacio Real Menor, donde había sucedido en el cargo al arquitecto Arnau Artaguil.
Fue nombrado maestro mayor de obras de la catedral de Barcelona en el año 1358, sucediendo a Jaime Fabre; en la catedral empezó el claustro y las torres de los campanarios.
Tuvo como discípulo a Arnau Bargués, que llegó a ser también maestro de obra de la catedral en 1397.